# Oleksandrivka (oblast de Mykolaïv)
Oleksandrivka (ukrainien : Олександрівка, russe : Александровка) est une commune urbaine du raïon de Voznessensk dans l'oblast de Mykolaïv, en Ukraine. Elle compte 5 095 habitants en 2021.
Situé en rive gauche du Boug, la ville possède un barrage qui sert de réserve d'eau pour le parc naturel mais aussi pour une centrale hydroélectrique, Oleksandrivka HES exploitée par Energoatom et alimente une station de pompage pour la centrale nucléaire d'Ukraine du Sud.

## Lieux d'intérêt

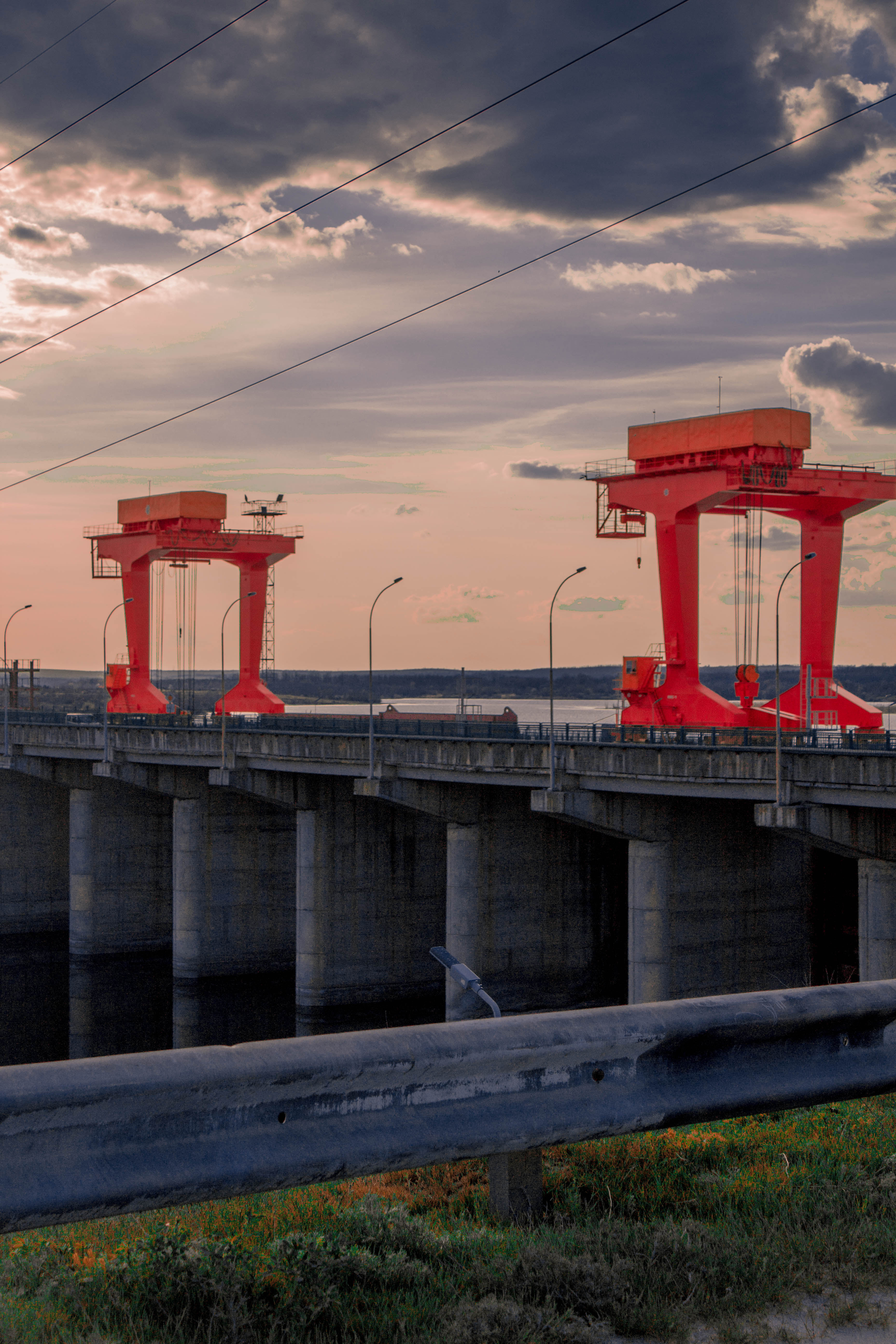
Barrage sur le Boug méridional,
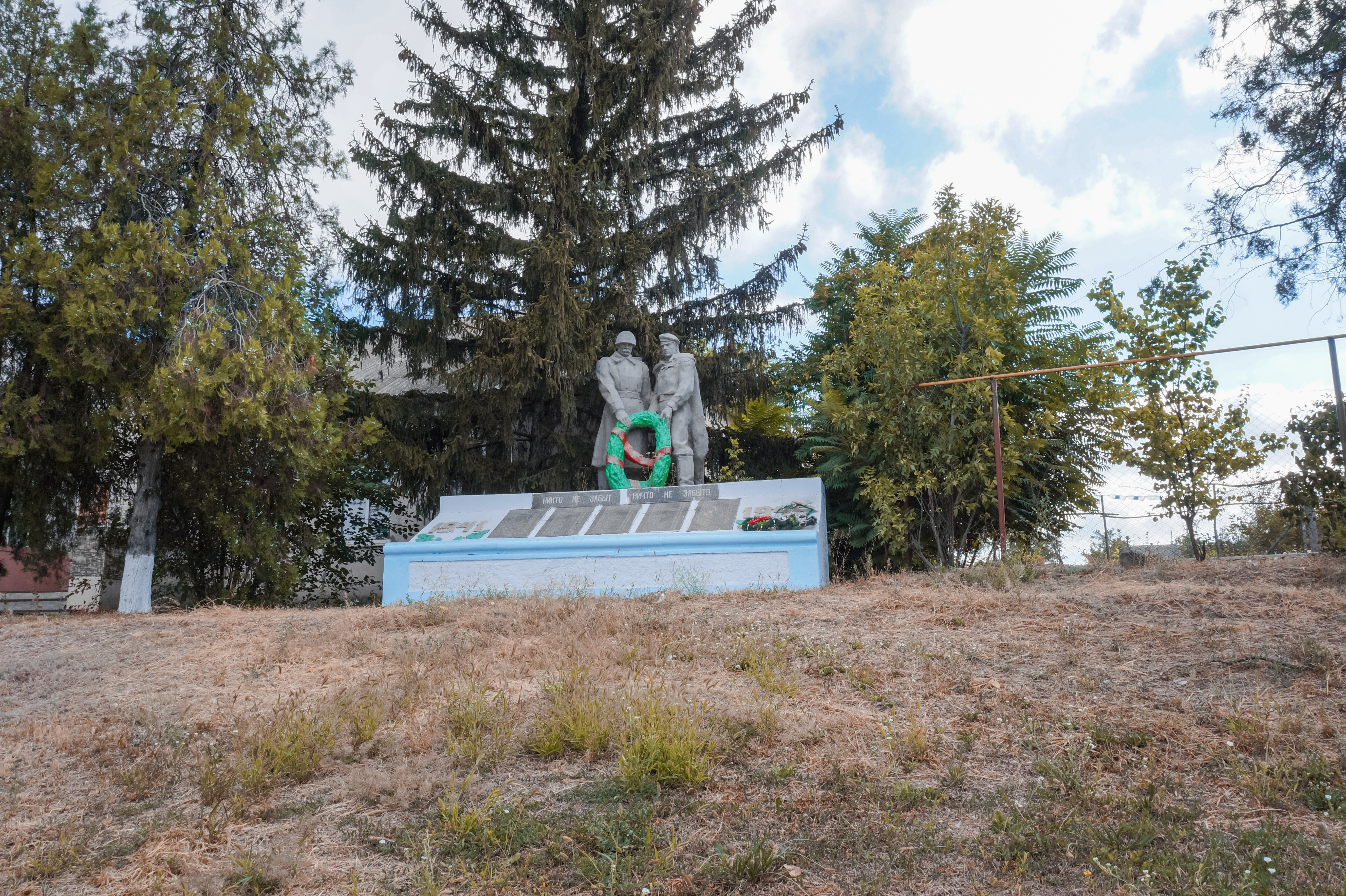
mémorial à la guerre, classé[2].
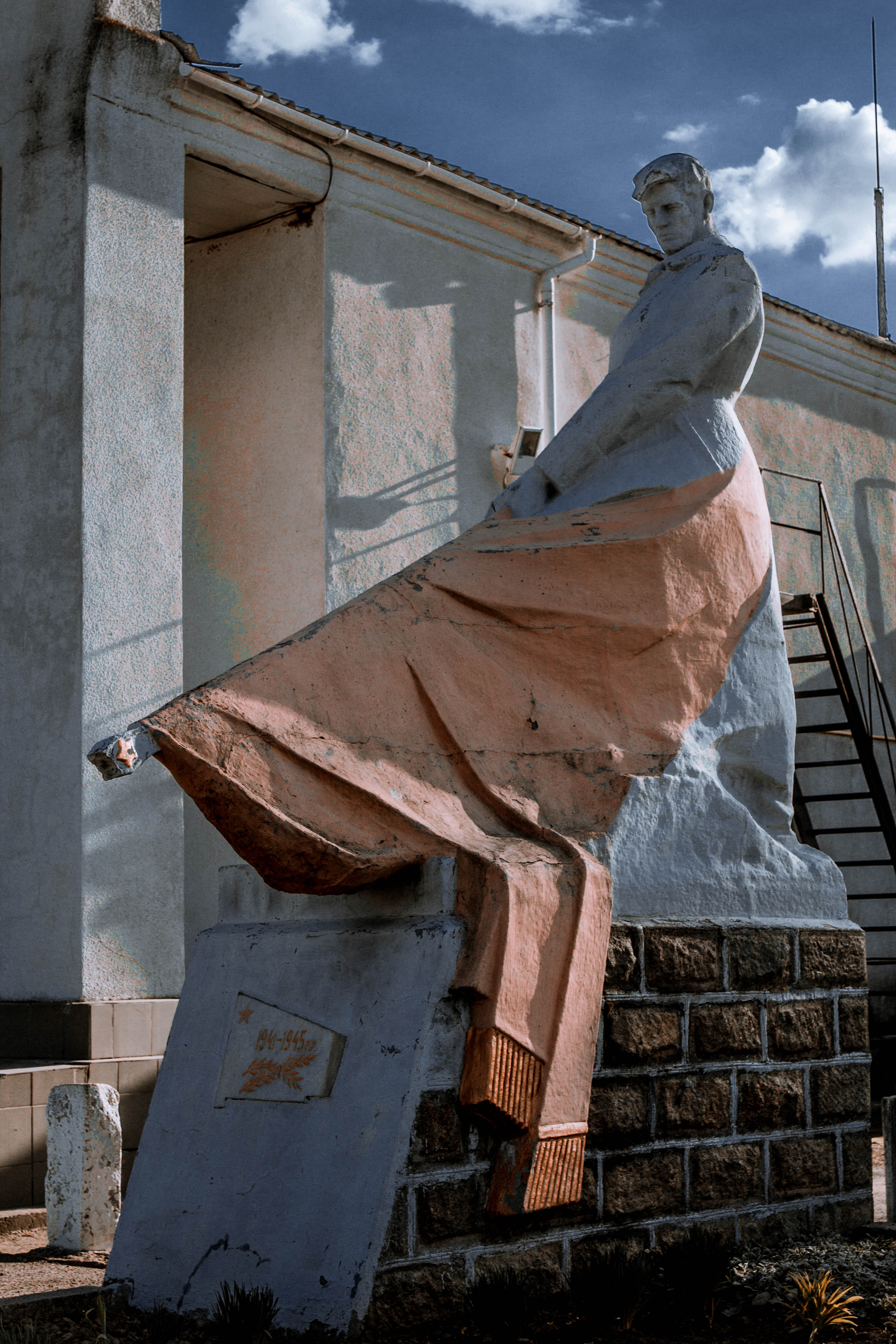
nécropole, classé[3],
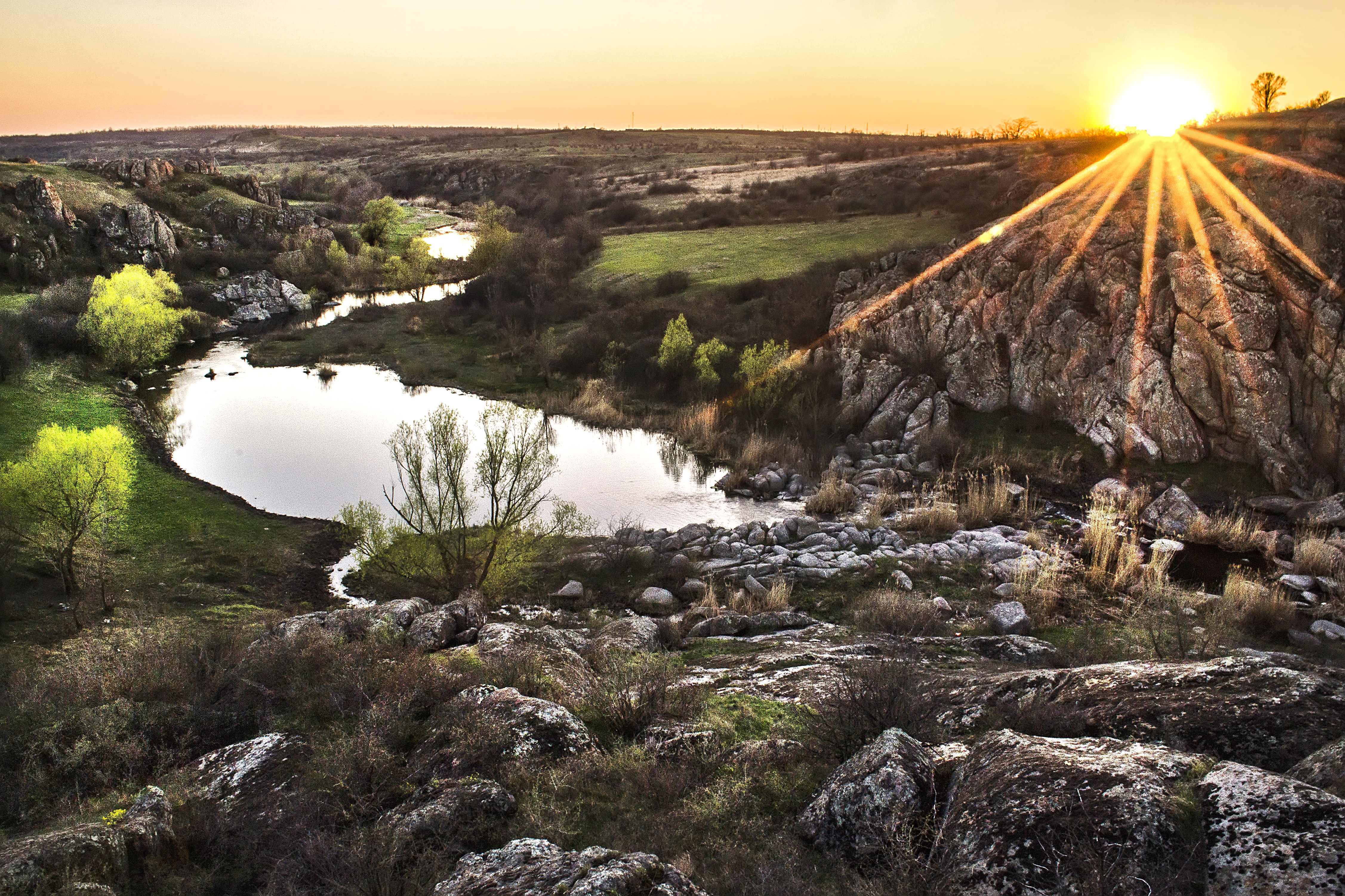
Steppes de granite du Boug, classé[4].